# Nabi Yunis
De Nabi Yunis is met 1030 meter de hoogste berg op de Westelijke Jordaanoever van de Palestijnse gebieden. De Nabi Yunis ligt ten noorden van de stad Hebron in de buurt van de plaats Halhul in het gouvernement Hebron. 